# Ångeltjärnen, Jämtland
Ångeltjärnen är en sjö i Strömsunds kommun i Jämtland och ingår i Indalsälvens huvudavrinningsområde.